# 約爾根峰
71°52′S 2°36′W / 71.867°S 2.600°W
約爾根峰，是南極洲的山峰，位於毛德皇后地的瑪塔公主海岸，處於舒馬赫山東北面11公里，屬於阿爾曼嶺的一部分，挪威製圖師根據探險隊的測量和拍攝的空中照片繪入地圖，現時由南極條約體系管理。